# Ahmad Vahidi
Ahmad Vahidi (en persa: احمد وحیدی, nascut el 27 de juny de 1958) és un comandant militar iranià de la Guàrdia Revolucionària i actual ministre de l'Interior de l'Iran des del 25 d'agost de 2021. A més, actualment és membre del Consell de Discerniment de l'Opportància.
El 1988, va ser nomenat comandant de les seves forces especials extraterritorials, la Força Quds. Va ser ministre de Defensa sota el govern de Mahmoud Ahmadinejad, després d'haver ocupat el càrrec des del 3 de setembre de 2009 fins al 15 d'agost de 2013. Vahidi va ser anteriorment president de la Universitat Suprema de Defensa Nacional des d'agost de 2016 fins a 2021.